# Firewing (livre)
Firewing (2002) est un roman écrit par l'écrivain canadien Kenneth Oppel. Il est le troisième dans la série de Silverwing.

## Résumé
Après ses multiples aventures passées, Ombre s'est fiancé à son amie Marina Aile de Lumière qui lui a finalement donné un fils prénommé « Griffon ». Rêvant de devenir aussi célèbre que son père, le jeune chauve-souriceau décide de voler le feu aux humains.
Mais son plan tourne à la catastrophe et provoque la mort de sa meilleure amie Luna. Alors que la honte et le désespoir le poussent à se cacher, un séisme le propulse dans une faille rocheuse conduisant aux Enfers où règne Cama Zotz. Lorsque Ombre apprend ce qui est arrivé, il décide de partir chercher Griffon. Mais ni le fils ni le père ne se doutent des nombreuses aventures éprouvantes auxquelles ils vont devoir faire face.